# Сиракузский собор
Собор Рождества Девы Марии (итал. Duomo di Siracusa, полное название Cattedrale metropolitana della Natività di Maria Santissima) — кафедральный собор сицилийского города Сиракузы, перестроенный из древнегреческого храма Афины (V век до н. э.).

## Храм Афины
Храм был построен тираном Гелоном I после победы в битве при Гимере. Это был дорический гексастильный (6 колонн в поперечнике) периптер длиной в 14 колонн. Храм был посвящен богине Афине. С конца III века до н. э. древнеримскую богиню Минерву стали отождествлять с Афиной, поэтому в названии храма иногда можно увидеть и второе имя.

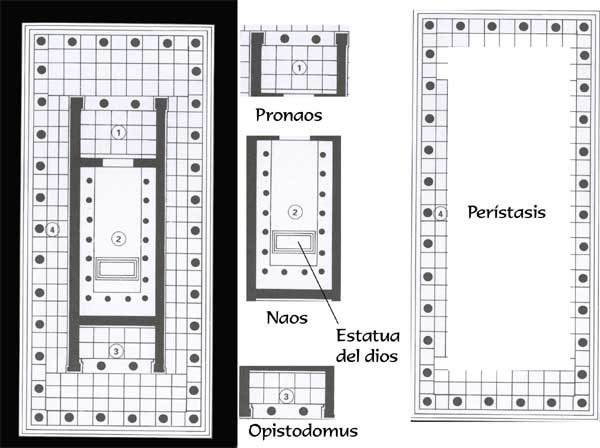
План храма Афины
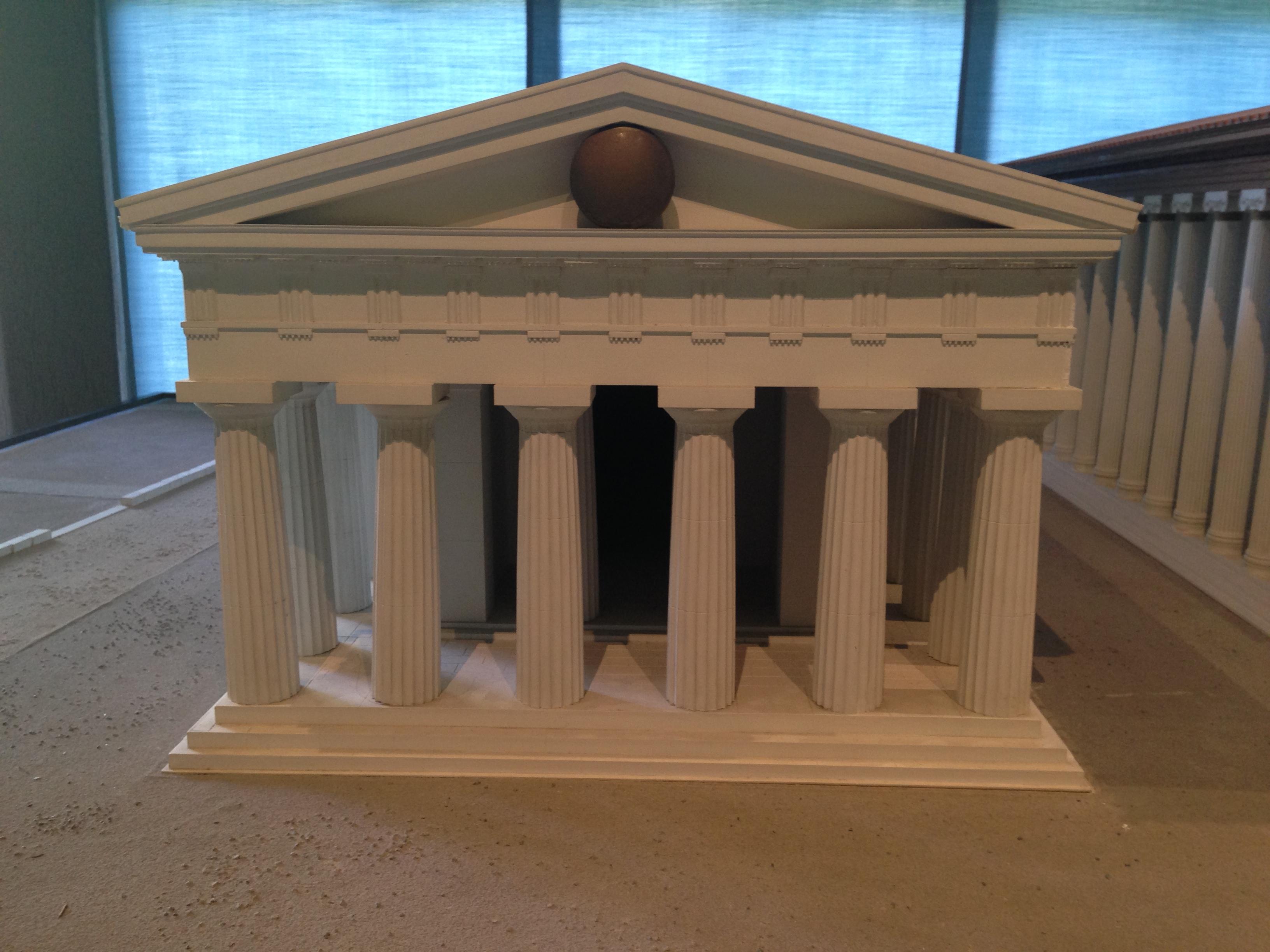
Модель храма Афины
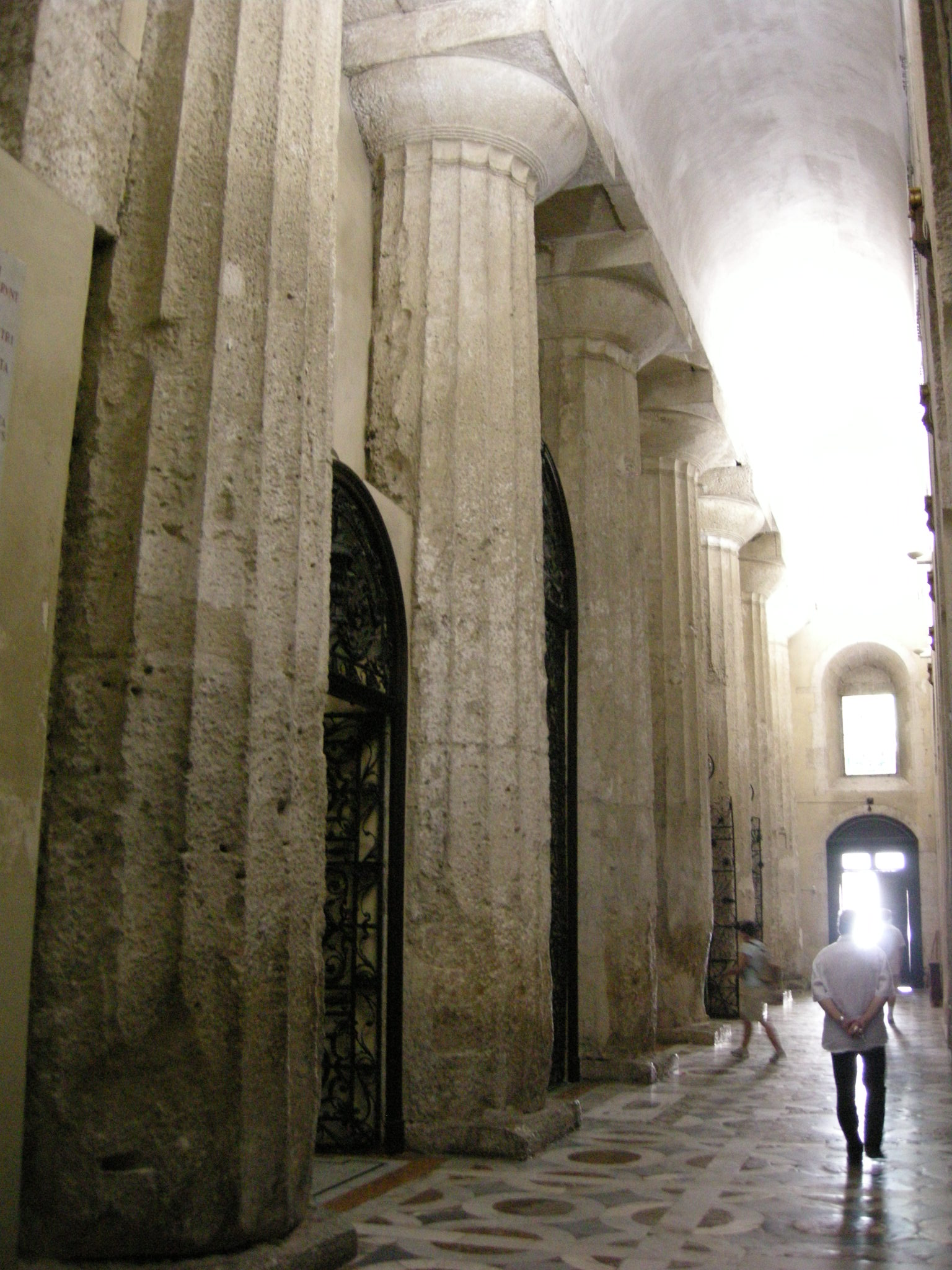
Колонны храма Афины в нефе собора

## История собора
Сиракузы имеют древнейшие христианские традиции. В городе находятся раннехристианские катакомбы Санта-Лючия, а первого епископа Сиракуз Марциана, по преданиям послал туда проповедовать сам апостол Пётр. Город упоминается в Деяниях святых апостолов в связи с путешествием апостола Павла в Рим:

Через три месяца мы отплыли на александрийском корабле, называемом Диоскуры, зимовавшем на том острове, и, приплыв в Сиракузы, пробыли там три дня.— Деян. 28:11—16
В 640 году византийцы перестроили древний храм Афины в христианскую церковь. Они заложили интерколумнии кладкой, создав стены, и пробили в целле восемь арок, получив таким образом трехнефную базилику. Боковые нефы получили своды, центральный неф — деревянный потолок. В 878 году Сиракузы были захвачены арабами, церковь была разграблена, а затем превращена в мечеть.
В 1093 году нормандец Рожер отобрал у арабов Сиракузы и вернул его в христианство. В XII веке храм восстанавливался после разрушительного землетрясения 1100 года — центральный неф получил клеристорий, а апсида была украшена мозаикой. Вероятно, тогда же были построены фасад и колокольня в норманском стиле (разрушены землетрясением 1693 года), о внешнем виде которых нет четких данных.
В XVII веке для расширения храма были снесены несколько древних колонн. Нынешний фасад в стиле сицилийского барокко построен в 1728—1753 годах (с большим перерывом в строительстве). Проект фасада одними специалистами приписывается архитектору Андреа Пальма, другие оспаривают его авторство. В этом же стиле декорировано и внутреннее убранство. Штукатуркой и лепниной покрывались в том числе и дорические колонны.
В 1906 году храм был закрыт из-за аварийного состояния потолков, после чего по приказу архиепископа Луиджи Биньями началась реставрация. В результате реставрации, которая продлилась до 1927 года, интерьеру постарались вернуть строгость классического храма. Со стен и колонн счистили штукатурку и лепнину, удалили карниз, проходящий по всему периметру главного нефа, удалили барочные алтари из левого нефа, снаружи на северо-восточном углу фасада выявили и вскрыли дорическую колонну — единственную, не утопленную в кладке. Собор был открыт после реставрации 9 января 1927 года и с тех пор не претерпел серьёзных изменений.

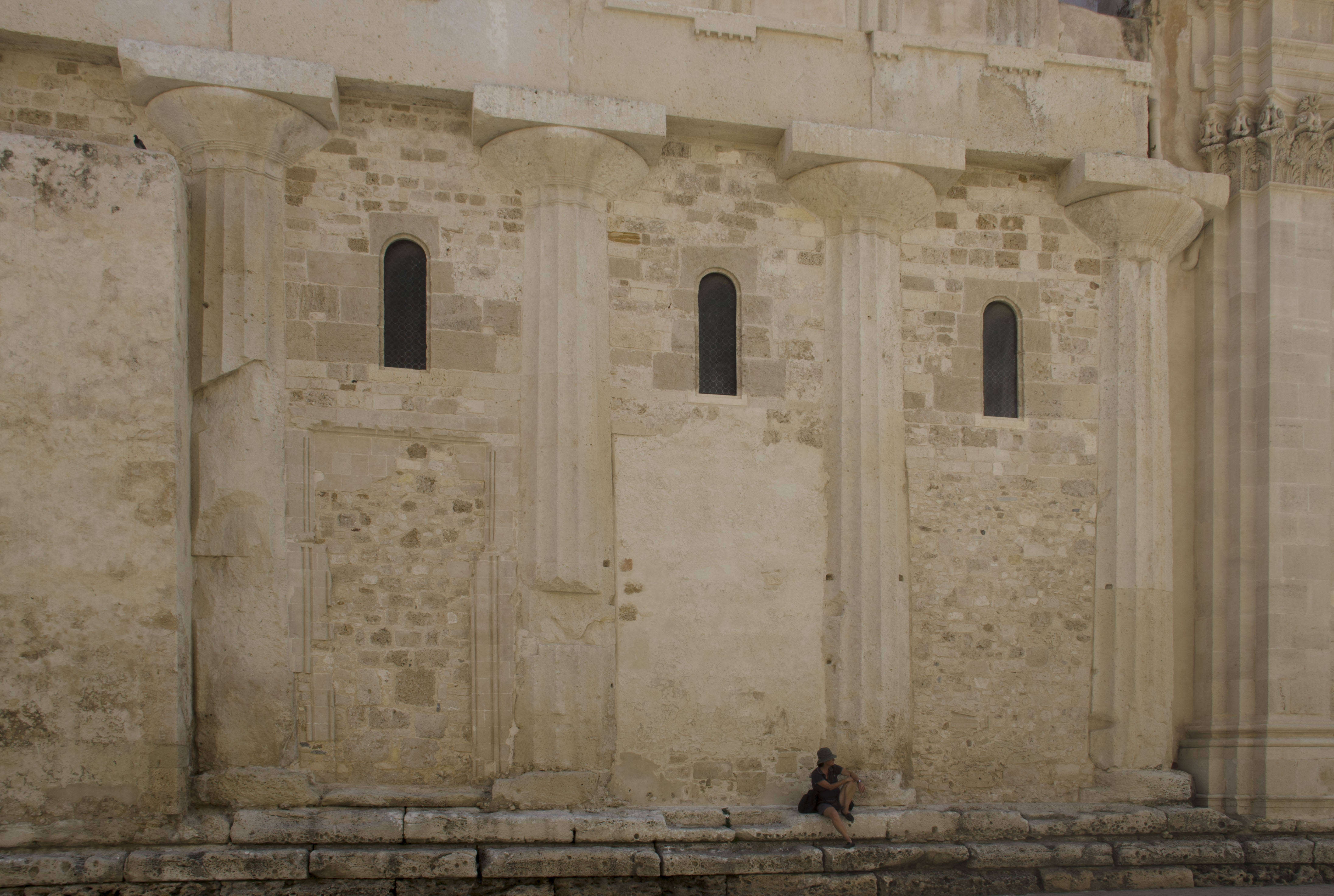
Северный фасад
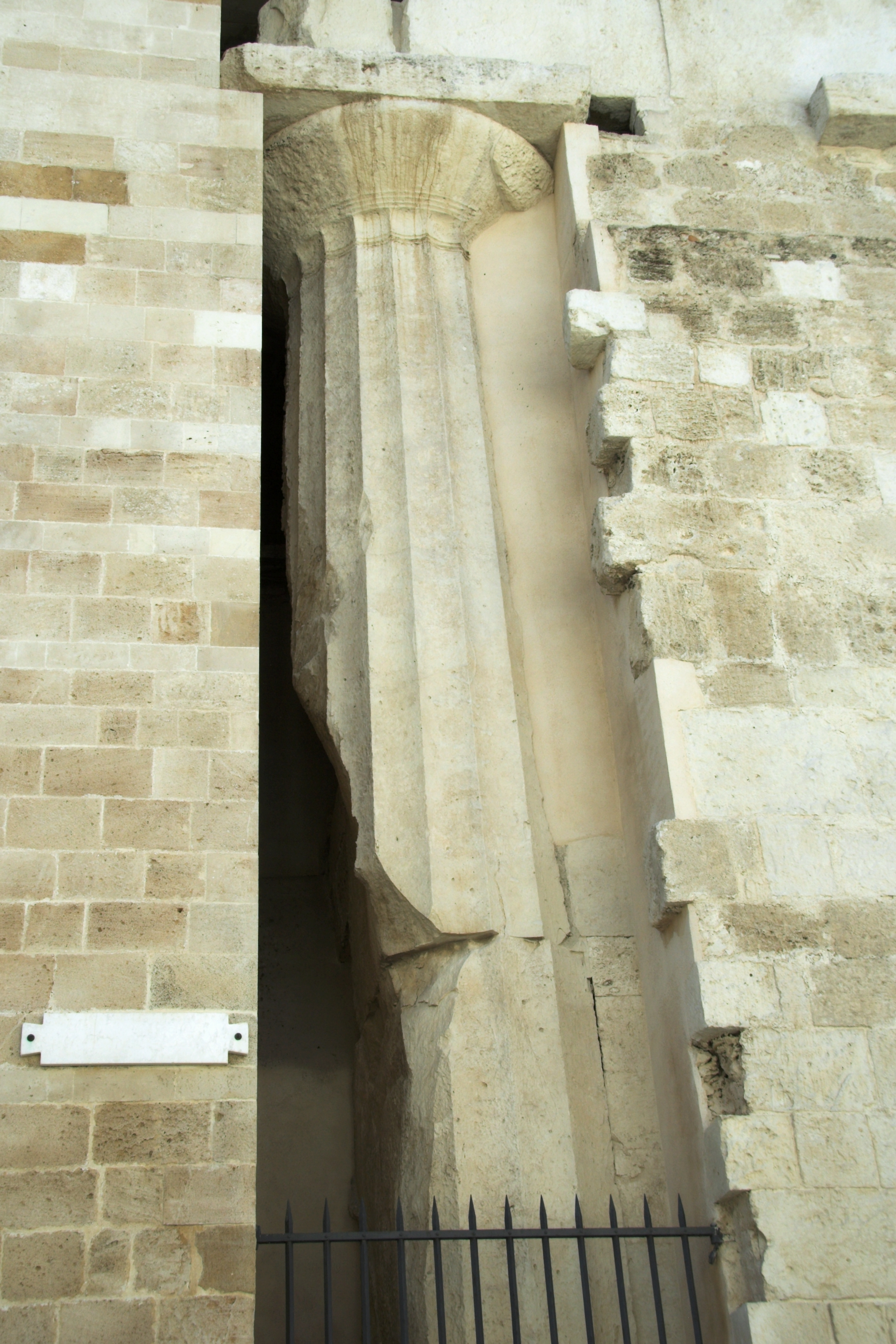
Дорическая колонна, вскрытая в результате реставрации
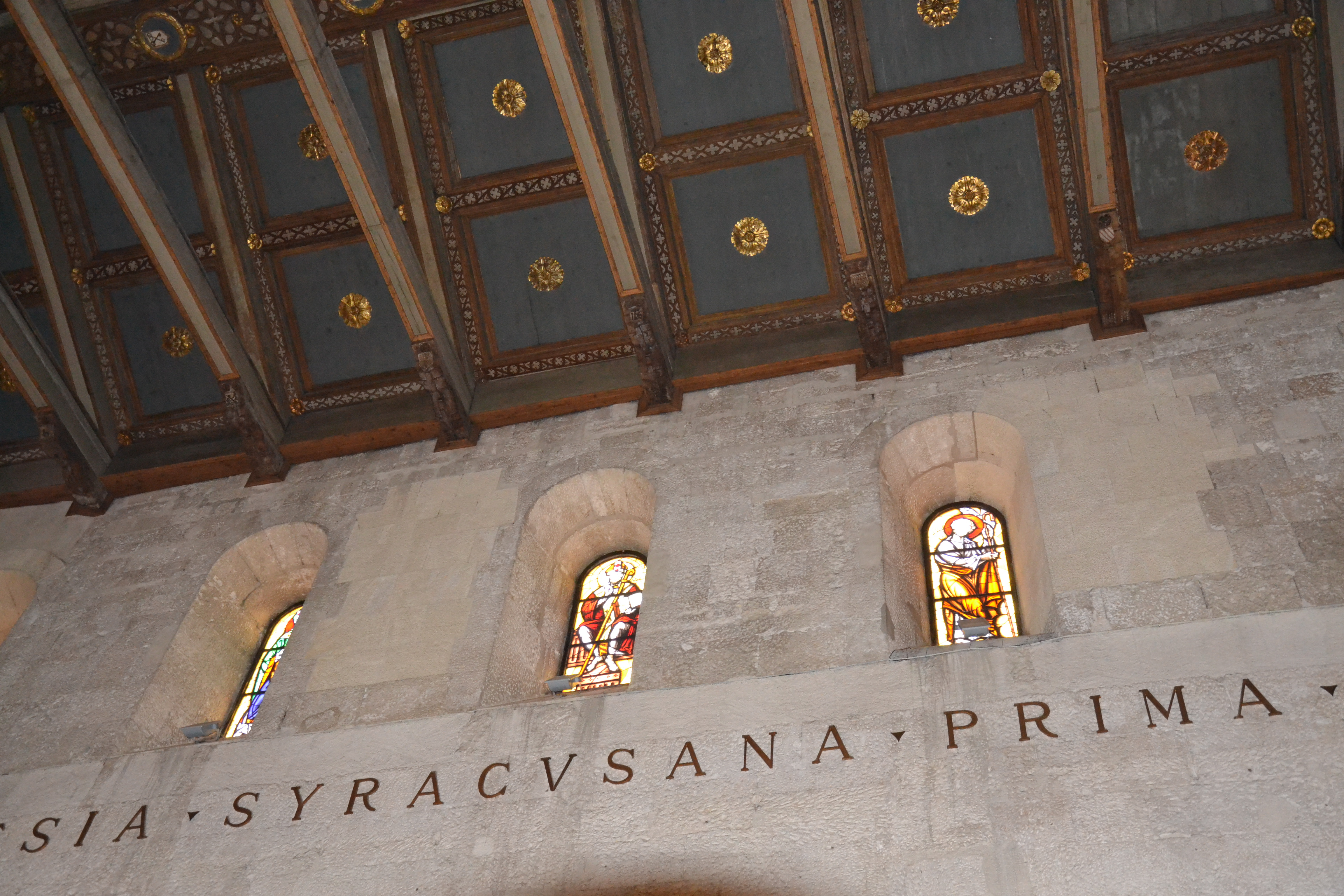
Деревянный потолок, датируемый 1518 г.
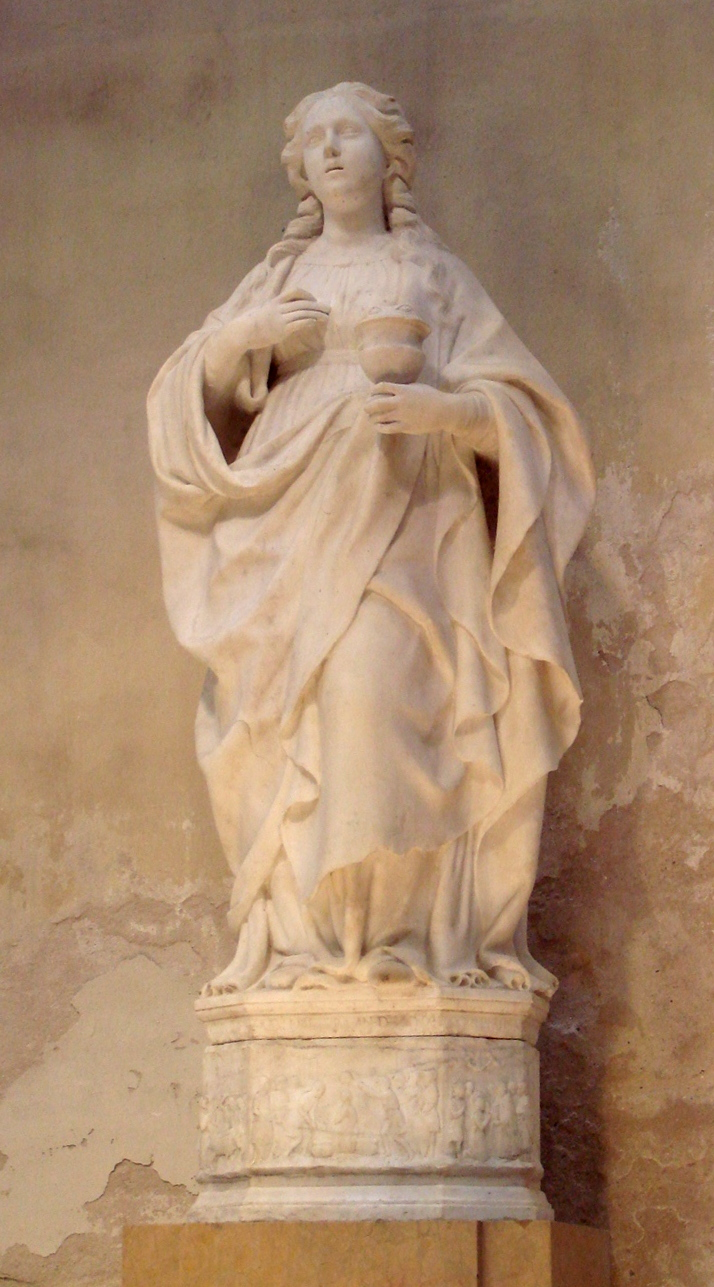
Луция Сиракузская, Антонелло Гаджини (1526)
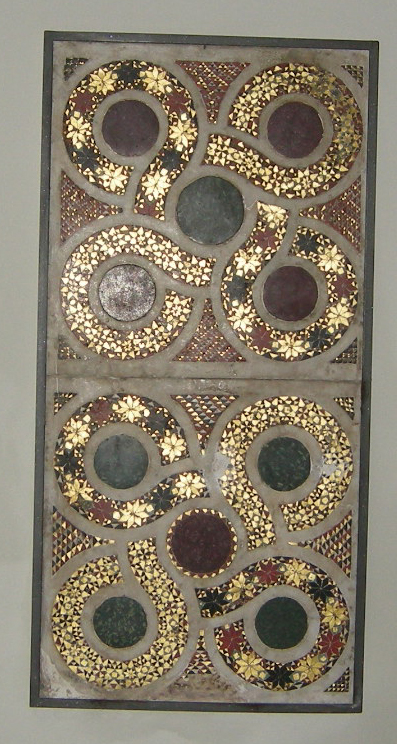
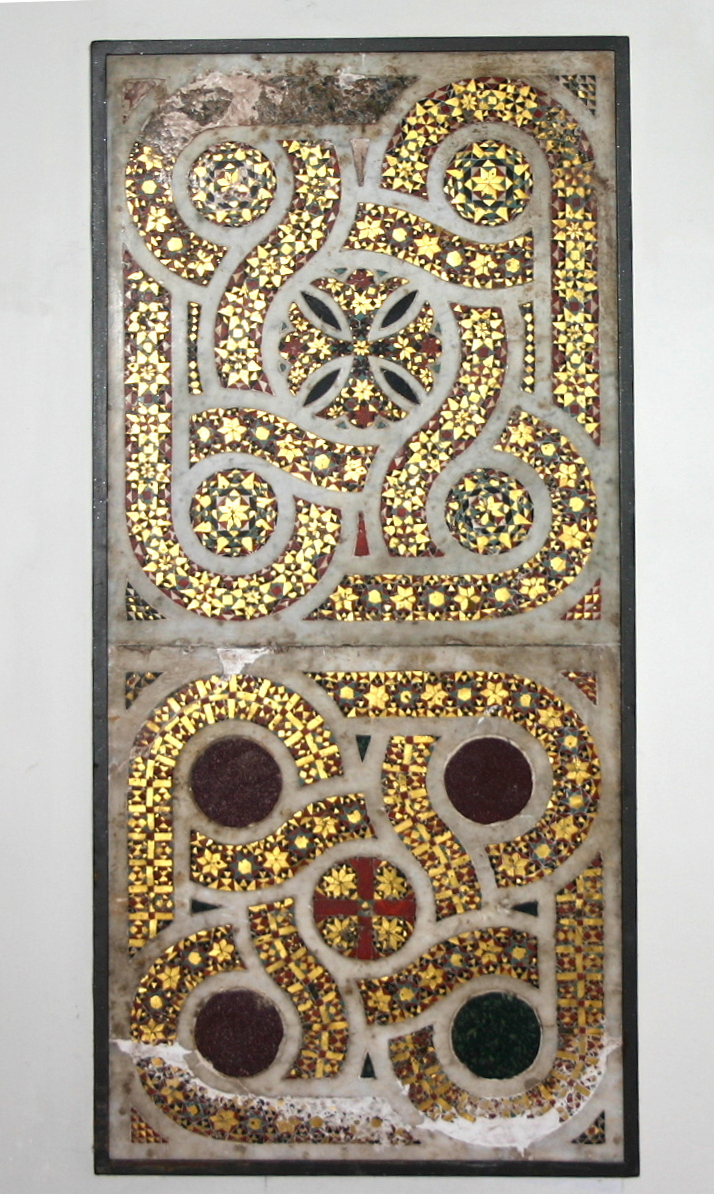
Мозаичный пол в стиле косматеско

## Статус
В числе других памятников Сиракуз городской собор охраняется ЮНЕСКО в составе объекта Всемирного наследия «Древний город Сиракузы и скальный некрополь Панталика».